# David Pingree
David Pingree   (New Haven, 2 de gener de 1933 - Providence, 11 de novembre de 2005) va ser un historiador de les matemàtiques i de l'astronomia antigues estatunidenc.

## Vida i Obra
Era cec d'un ull i la seva visió de l'altre era limitada, per això no va practicar cap esport durant la seva escolarització i va dedicar tot el seu temps a la lectura, estudiant, a més de llatí i grec, sànscrit. En acabar els estudis secundaris a Andover (Massachusetts) el 1950, va ingressar a la universitat Harvard en la qual es va graduar el 1954 i es va doctorar el 1960. Durant els seus estudis de postgrau va fer llargues estances a la Biblioteca Vaticana de Roma, a l'Institut per a la Recerca Bizantina de Dumbarton Oaks de Washington DC i a l'Institut de Recerca Bhandarkar de Poona (Índia). Després d'aquesta estança a l'Índia, va consultar amb Otto Neugebauer sobre l'existència d'elements babilonis en els antics escrits sànscrits d'astronomia i matemàtiques. Després d'aquesta primera relació, Neugebauer es va convertir en el seu mentor, col·lega i amic fins a la seva mort el 1990.
Des de 1960 fins a 1963 va ser professor de la universitat Harvard i, a continuació, va ser professor de ciències antigues a l'Institut Oriental de la universitat de Chicago. Durant aquesta època a Chicago va començar a editar texts antics en sànscrit d'astronomia i astrologia, a més de fer estances a la universitat Americana de Beirut i a l'Institut d'Estudis Avançats de Princeton. El 1971 es va traslladar a la universitat Brown per substituir Otto Neugebauer, que s'havia jubilat nominalment, en la direcció del potent departament d'història de la ciència d'aquesta universitat.
En morir el 2005 per complicacions en la diabetis que sempre havia patit, el departament d'història de les matemàtiques de Brown va ser dissolt i va deixar d'existir.
Pingree va ser autor o co-autor de quaranta tres llibres o monografies i de dos-cents quaranta articles científics. Les seves recerques van cobrir els camps de les matemàtiques, de l'astronomia, de l'astrologia, de la màgia astral i del coneixment hermètic, demostrant que aquests camps no solament mereixen estudi per si mateixos, sinó que en les èpoques antiga i medieval estaven fortament interconnectats.